# Kambaya (district)
Kambaya est l'un des districts de la sous-préfecture de Téliré, situé dans la préfecture de Mali en république de Guinée.

## Géographie

### Démographie
- En 2014, le district comptait 1 076 habitants selon les RGPH 2014[1].